# 陽はまた昇る (1973年のテレビドラマ)
『陽はまた昇る』（ひはまたのぼる）は、1973年4月2日から6月11日まで20時00分 - 20時56分に、フジテレビ系列で放映されたテレビドラマ。

## 概要
城東大学ボクシング部の強豪選手である江藤直彦と、そのライバル・石川真二。直彦は多感で情熱的、真二は貧しいながら幸せをつかもうと苦悩、奮闘する。この二人を中心に、厳しい現実に直面しながらも大都会に生きる地方出身の若者を描いた作品。第13回日本テレフィルム技術賞を受賞した。

## 出演
役名、俳優名、役の詳細の順
- 江藤直彦：近藤正臣
- 石川真二：大和田伸也
- 敬子：梓英子 - 真二の恋人
- 江藤宏子：鳥居恵子 - 直彦の妹
- 石川史朗：火野正平 - 真二の弟
- 神崎真弓：東三千 - 直彦の恋人
- 高林伸夫：高峰圭二
- 堀雪江：浜木綿子 - 俊作の愛人
- 浜中：山本紀彦
- 美代子：沢久美子
- 江藤俊作：山村聡（特別出演） - 直彦の父
- 片岡：高津住男 - ボクシング部部長
- （役名不明）：金田龍之介
- （役名不明）：たうみあきこ
- 和田：輪島功一 - ボクシング部コーチ（第1話ゲスト）
- 真弓の祖母：東山千栄子（第7話ゲスト・特別出演）

## スタッフ
- 脚本：サブタイトル参照。
- 監督：サブタイトル参照。
- 制作：国際放映、フジテレビ

## サブタイトル
| 回数 | 放送日       | サブタイトル   | 脚本     | 監督     |
| ---- | ------------ | -------------- | -------- | -------- |
| 1    | 1973年4月2日 | 恋人たちよ     | 砂田量爾 | 富本壮吉 |
| 2    | 4月9日       | 哀しみの朝は   | 砂田量爾 | 富本壮吉 |
| 3    | 4月16日      | さらば愛の時   | 岩間芳樹 | 窪川健造 |
| 4    | 4月23日      | さすらいの足音 | 岩間芳樹 | 窪川健造 |
| 5    | 4月30日      | 春の終りに     | 岩間芳樹 | 斎藤光正 |
| 6    | 5月7日       | 愛情砂漠       | 岩間芳樹 | 斎藤光正 |
| 7    | 5月14日      | さまざまな夜   | 岩間芳樹 | 富本壮吉 |
| 8    | 5月21日      | 愛と憎しみと   | 岩間芳樹 | 富本壮吉 |
| 9    | 5月28日      | 旅立ち         | 岩間芳樹 | 窪川健造 |
| 10   | 6月4日       | めぐり逢い     | 岩間芳樹 | 窪川健造 |
| 11   | 6月11日      | 放浪の果て     | 岩間芳樹 | 窪川健造 |

## 前後番組
| フジテレビ系 月曜20時台 | フジテレビ系 月曜20時台 | フジテレビ系 月曜20時台 |
| 前番組                  | 番組名                  | 次番組                  |
| ----------------------- | ----------------------- | ----------------------- |
| 青春家族                | 陽はまた昇る            | トリプル捜査線          |